# Historyja o chwalebnym Zmartwychwstaniu Pańskim (misterium Dejmka)
Historyja o chwalebnym Zmartwychwstaniu Pańskim – misterium Kazimierza Dejmka wystawione w roku 1961 w Teatrze Nowym w Łodzi i w roku 1962 w Teatrze Narodowym w Warszawie.
Prapremiera misterium (pod tytułem Wielkanoc – Historja o Męce Najświętszej i Chwalebnem Zmartwychwstaniu Pańskiem) odbyła się w Teatrze Reduta w Warszawie 3 kwietnia 1923 roku w reż. Leona Schillera, twórcy nowożytnego polskiego misterium scenicznego (opracowanie muz.: Henryk Nowacki, Leon Schiller, Bronisław Rutkowski, kostiumy: Iwo Gall).
Prapremiera powojenna: 16 grudnia 1961 r. w Teatrze Nowym w Łodzi w reż. Kazimierza Dejmka (oprac. Muz. Witold Krzemieński, scenografia: Andrzej Stopka). W obsadzie m.in.: Hanna Bedyńska, Barbara Horawianka, Bogdan Baer, Stanisław Łapiński, Józef Pilarski.
- Historya o chwalebnym Zmartwychwstaniu Pańskim ze czterech Świętych Ewangelistów zebrana a wierszykami spisana przez księdza Mikołaja z Wilkowiecka, zakonnika częstochowskiego, uciechamilepszymi i pożyteczniejszymi aniżeli z Bachusem i Wenerą ozdobiona  została[3]

- Premiery zagraniczne misterium Kazimierza Dejmka[4]:
  - 26 kwietnia 1964- Essen – Opera
  - 27 kwietnia 1964- Kolonia – Stadttheater
  - 29 kwietnia i 30 kwietnia 1964 – Paryż – Theatre des Nations i w sali Teatru im. Sarah Bernhardt
  - 1 października, 2 października 1964 – Wenecja – La Biennale di Venezia, Teatro La Fenice
  - 30 maja 1965 – Drezno – Staatstheater
  - 2 czerwca, 3 czerwca 1965 – Berlin – Volksbühne

## Ważniejsze realizacje
- 1962 – Teatr Narodowy w Warszawie – reż. K. Dejmek.
- 1976 – Teatr im. Juliusza Słowackiego w Krakowie – reż. K. Dejmek.
- 1995 – Teatr Telewizji – reż. Piotr Cieplak, scenografia: Beata Wodecka, z udziałem zespołu muzycznego „Kormorany”.
- 2001 – Cieszyn Czeski, Scena Polska – reż. Bogdan Kokotek, scenogr. Krzysztof Małachowski, muz. Zbigniew Siwek.
- 2009 – Warszawa, Teatr Scena – reż. Dariusz Kunowski, muz. Janusz Prusinowski, scenogr. Dariusz Kunowski, kostiumy Anna Majewska.

## Źródła
- Mikołaj z Wilkowiecka, Historya o Chwalebnym Zmartwychwstaniu Pańskim, red. Stanisław Taczanowski, Warszawa. Teatr Narodowy, 1962. (reż. i oprac. dram. Kazimierz Dejmek, scen. Andrzej Stopka).
- Mikołaj z Wilkowiecka, Historya o Chwalebnym Zmartwychwstaniu Pańskim wzbogacona o intermedium Dąb i fragmenty tragikomedii Mięsopust, red. Kalina Zalewska, [program teatralny]. Warszawa. Teatr Dramatyczny m. st. Warszawy, 1994. (reż. Piotr Cieplak, scen. Ewa Beata Wodecka, muz. Orkiestra „Kormorany”).
- Historia o Męce Najświętszej i Chwalebnym Zmartwychwstaniu Pańskim. Misterium ludowe w czterech częściach w układzie Leona Schillera, oprac. Jerzy Timoszewicz. Warszawa. PAX, 1990.